# 북시리아의 고대 마을
북시리아의 고대 마을은 시리아 북서부에 있는 방치된 촌락들이다. 죽은 도시(아랍어: المدن الميتة) 또는 잊혀진 도시(아랍어: المدن المنسية)라고도 불린다. 이 촌락들은 시리아 북서부 알레포에서 이들리브에 걸쳐 퍼져있으며, 방치된 촌락은 약 40여개의 달한다. 광범위하게 흩어져 있는 작은 촌락들은 크게 8개의 고고학 공원으로 구성되어있다. 이 촌락들은 고대 후기부터 동로마 제국 시대에 걸친 도시가 아닌 촌락 생활에 대한 역사적 사료가 되고 있다. 대부분의 촌락들은 1세기에서 7세기에 형성된 것으로, 그 후 8세기에서 10세기 사이에 방치되었다. 촌락들은 거주용, 토착 신앙을 위한 사원, 기독교 교회, 목욕탕 등으로 이루어져 있으며, 보존 상태가 좋다. 역사적이나 문화적으로 가치가 높은 주요 사적으로는 성 시미언 교회, 세르질리아 등이 있다.
촌락들은 라임스톤 마시프로 알려진 석회암으로 이루어진 언덕 (육괴)에 폭 20km부터 40km, 길이 140km에 이르는 범위에 흩어져 있다. 육괴는 시미언 산, 쿠르드 산맥부터 북부 하림 산맥으로 이루어진 중부 자위야 산으로 구성된 남부의 3개의 산지로 구별할 수 있다.

## 세계유산
2011년에 세계유산 목록에 등록되었다. 시리아에게는 6번째의 세계유산이었지만, 제37회 세계유산 위원회에서 시리아 정세 악화를 근거로 다른 5개 유산과 함께 시리아의 세계유산 모두가 위험에 처한 세계유산 목록에 추가되었다.